# Сульфат европия(III)
Сульфа́т евро́пия(III) — неорганическое соединение, соль металла европия и серной кислоты с формулой Eu2(SO4)3, бесцветные кристаллы, растворимые в воде, образует кристаллогидрат.

## Получение
- Растворение оксида в серной кислоте:

{\displaystyle {\mathsf {Eu_{2}O_{3}+3H_{2}SO_{4}\ {\xrightarrow {100^{o}C}}\ Eu_{2}(SO_{4})_{3}+3H_{2}O}}}

## Физические свойства
Сульфат европия(III) образует бесцветные кристаллы.
Хорошо растворяется в воде со слабым гидролизом по катиону.
Образует кристаллогидрат состава Eu2(SO4)3·8H2O.
Флюоресцирует при облучении ультрафиолетом.

## Химические свойства
- Безводную соль получают сушкой кристаллогидрата:

{\displaystyle {\mathsf {Eu_{2}(SO_{4})_{3}\cdot 8H_{2}O\ {\xrightarrow {375^{o}C}}\ Eu_{2}(SO_{4})_{3}+8H_{2}O}}}
- Разлагается при нагревании:

{\displaystyle {\mathsf {2Eu_{2}(SO_{4})_{3}\ {\xrightarrow {1600^{o}C}}\ Eu_{2}O_{3}+6SO_{2}+3O_{2}}}}
- Реагирует с разбавленными щелочами и концентрированным раствором аммиака, образуя гидроксид:

{\displaystyle {\mathsf {Eu_{2}(SO_{4})_{3}+6NaOH\ \xrightarrow {} \ 2Eu(OH)_{3}\downarrow +3Na_{2}SO_{4}}}}
{\displaystyle {\mathsf {Eu_{2}(SO_{4})_{3}+6NH_{3}\cdot H_{2}O\ \xrightarrow {} \ 2Eu(OH)_{3}\downarrow +3(NH_{4})_{2}SO_{4}}}}
- Восстанавливается атомарным водородом до сульфата европия(II)[1]:

{\displaystyle {\mathsf {Eu_{2}(SO_{4})_{3}+2H_{(Zn,HCl)}^{0}\ {\xrightarrow {}}\ 2EuSO_{4}\downarrow +H_{2}SO_{4}}}}